# 小林光 (1948年生)
小林 光（こばやし ひかり、1948年 - ）は元環境省自然環境局長。（一財）自然環境研究センター上級研究員。

## 経歴
1948年生まれ。東京大学農学部卒。国立公園レンジャー、東宮侍従、環境省自然環境局長などを経て、（財）自然環境研究センター上級研究員。